# Lingua toda
La lingua toda è una lingua dravidica meridionale parlata in India dall'omonimo popolo.

## Distribuzione geografica
Secondo Ethnologue il toda è parlato da un migliaio di persone nello stato indiano del Tamil Nadu. 

## Classificazione
La lingua è tipologicamente anomala e fonologicamente difficile. Ora è riconosciuta (come per quella del popolo Kota) essere un membro del sottogruppo meridionale della famiglia storica del proto-dravidico meridionale. Si è scissa dal sud-dravidico, dopo la lingua kannada e la lingua telugu, ma prima della lingua malayalam.
In termini linguistici moderni, l'anomalia della lingua toda è rappresentata dall'alta sproporzione del numero di regole morfologiche e sintattiche, sia di vecchia che recente derivazione, che non sono state trovate in altre lingue dravidiche meridionali.